# Feeling Pulled Apart by Horses
Feeling Pulled Apart by Horses ist ein Song von Radiohead-Frontmann Thom Yorke. Der Song wurde am 21. September 2009 auf einer 12-inch-Schallplatte (lediglich 8000 Stück weltweit) und als Download am 6. Oktober 2009 veröffentlicht. Thom Yorke wird bei seiner Interpretation von Feeling Pulled Apart by Horses (Dauer 6:41) vom Radiohead-Kollegen Jonny Greenwood begleitet. Der Song erreichte am 8. Oktober 2009 Platz 8 der kanadischen iTunes-Rock-Charts.

## Entstehungsgeschichte
Bei Feeling Pulled Apart by Horses handelt es sich um eine frühe Version des 2007 auf dem Album In Rainbows von Radiohead erschienenen Reckoner. Ursprünglich waren Feeling Pulled Apart by Horses und Reckoner als ein Musikstück konzipiert, wobei Reckoner die Coda des Songs darstellen sollte. Radiohead verwarfen den Gedanken aber wieder und koppelten die Coda als eigenständigen Song für In Rainbows ab, während Feeling Pulled Apart by Horses nie von Radiohead veröffentlicht wurde.